# 交響情人夢
《交響情人夢》（日语：のだめカンタービレ、直譯：如歌的野田惠）是日本漫畫家二之宮知子的漫畫作品，以古典音樂作為題材，之後改編成電視劇及動畫，為2004年第28回講談社漫畫賞少女部門得獎作品。至2017年為止累積發行量達3700萬冊。
東立出版社取得台灣及香港地區的授權，中國由人民文學出版社發行小說版和漫畫版（漫画版沿用台版翻译）。
日本電視劇於2006年10月16日起在富士電視台播映，此外動畫版也從2007年1月開始於富士電視台的NoitaminA節目中播映。最終樂章兩輯日本電影版於2009年12月及2010年4月在日本上映，動畫於2010年1月開始播映。韓國電視劇於2014年起在KBS電視台播映。

## 故事簡介
千秋真一是桃丘音樂大學的鋼琴科3年級學生。目標是成為指揮家的他，因為幼年遇上了飛機意外的經驗，而害怕乘搭飛機，因此沒法出國留學。對於無法出國而感到徬徨的真一，因為與前任鋼琴教師不和以及與女友分手開始變得自暴自棄，但某次無意中聽到同系學妹野田惠美妙的鋼琴聲後，便深深受到吸引。其後真一更發現野田原來是自己的鄰居，雖然真一非常喜愛野田的琴藝，但卻對野田的生活習慣不敢恭維(其中一幕經典場面為野田惠在垃圾堆中彈琴)。另一方面，真一在與野田惠首次合奏後，開始找到了留在日本的目的……

## 用語
普莉與頃太（プリごろ太）
在作品登場的虛構幼兒漫畫作品，在野田惠出生前已經存在。其設定為國民的漫畫，並發行到世界各地，後來成為了動畫作品以及製作電影版本，劇中內容多模仿哆啦A夢。在作品中，野田惠是這作品的超級喜好者，在法國更藉助法語版「Prilin et Gorota PRIGOROTA」學習法語。在電視劇及動畫版亦有播映其動畫。
味噌字（みそ字）
由「現實」的野田惠發明，作品中也是由野田惠發明，是她親筆書寫的字體，角色使用電腦時出現該字形。野田惠之弟野田佳孝將該字體在網路上發售，但在現實上沒有發售。
屁體操（おなら体操）
由野田惠作曲，谷岡肇及江藤耕造編曲，一共十二首，詳細可參看交響情人夢音樂列表。
野田惠語（のだめ語）
野田惠表現表情時獨特言語，真一認為這些都只是怪聲，她最常用的是「呀啵」（ぎゃぼーん、ギャボーン）、「呣呀」（むぎゃー、ムギャー）、嘎哼（はうう、ハウウ），此外各詞也出現的不同變化。
貓鼬（マングース）
野田惠在學園祭自行製作的服裝，扮演貓鼬，並持有龜殼花蛇。學園祭表演後以後，經常會在野田惠的想像模式中出現。
毛佳毛佳組曲（もじゃもじゃ組曲）
由野田惠作曲，描寫森林裡的怪樹毛佳毛佳樹。活潑輕快，很有小孩子的風格。
玫瑰與鈽（バラとプルトニウム）
另一部野田惠所喜愛的漫畫作品。封面是登場人物，封底是放射線標誌。根據單行本第二十集附錄，作者是太木和世，在1975～2002間連載，講談出版。Lesson 24中曾出現休得列茲曼閱讀此書的畫面（單行本第五集二十六頁），當時書背上寫的作者是「五郎丸」，第二次登場則遠至Lesson 118（單行本第二十集一六五頁）。
普拉提尼國際指揮比賽（Platini International Conductors' Competition）
作品中虛構的比賽，紀念虛構指揮家Platini，其名字取自法國足球名宿米歇爾·普拉蒂尼，從1960年起，每四年在布拉格舉行一次的國際比賽。比賽年齡限制30歲以下。比賽時間共十天，預賽三場，前二場預賽不對外公開，取前三名參加正式比賽。
電視劇中宣傳海報刊印演奏由維爾托爾交響樂團（Wiltord symphony orchestra）負責，比賽時間2007年9月14日至9月23日。

## 樂團
S管絃樂團（Sオケ）
全名「休得列茲曼特別編成管絃樂團」（シュトレーゼマン特別編成オーケストラ）。由法蘭茲·馮·休得列茲曼在來到日本時提議組成的樂團，並與A管絃樂團共同發展，千秋真一無意間成為代理指揮，之後更升任副指揮。部份成員為A管絃樂團成員（低音提琴部）。在真一及四年生畢業後樂團解散。交響樂團一般而言並沒有鋼琴編制，但休得列傑曼惜才，安排野田惠成為樂團吉祥物。
R☆S管絃樂團（R☆Sオーケストラ）
全名「Rising Star管絃樂團」（ライジングスターオーケストラ）。在三木清良和千秋真一等人發起而組成，由裡軒的峰龍太郎和父親峰龍見花了三天三夜起名，成立業餘樂團，共公演兩次。部份成員是桃丘音樂大學時期的S管弦成員，兩次公演後，加上部份成員前往外國留學，成員多有更動，真一邀請了年輕知名指揮家松田幸久接任常任指揮。
盧馬列管絃樂團（ルー・マルレ・オーケストラ）
於1875年設立的樂團，在總監詹姆士·德姆瑞斯的推薦下，千秋真一成為常任指揮。因成員不和，導致部份正規成員退團，後另募集新的成員回復水準，千秋第一次指揮該團公演大受好評。

## 登場音樂
貝多芬第七號交響曲
千秋真一在作品中第一次指揮的作品，亦是R☆S管絃樂團第二次公演其中一首作品。最初真一在排練時遭到部份團員惡整而被休得列傑曼趕下台，但因此曲真一學到不少指揮的技巧。
布拉姆斯第一號交響曲
R☆S管絃樂團首次公演的作品之一。
蓋希文 藍色狂想曲
S管絃樂團學園祭作品，是作品中出現次數頻繁的作品之一。

## 出版書籍
| 冊數       | 講談社         | 講談社                                                  | 東立出版社     | 東立出版社             | 人民文學出版社 | 人民文學出版社         |
| 冊數       | 發售日         | ISBN                                                    | 發售日         | ISBN                   | 發售日         | ISBN                   |
| ---------- | -------------- | ------------------------------------------------------- | -------------- | ---------------------- | -------------- | ---------------------- |
| 1          | 2002年1月11日  | ISBN 978-4-06-325968-1                                  | 2002年12月17日 | ISBN 978-986-11-1059-3 |                | ISBN 978-7-02-007868-4 |
| 2          | 2002年4月12日  | ISBN 978-4-06-325982-7                                  | 2002年12月19日 | ISBN 978-986-11-1060-7 |                | ISBN 978-7-02-007867-7 |
| 3          | 2002年8月9日   | ISBN 978-4-06-325993-3                                  | 2003年6月8日   | ISBN 978-986-11-1844-6 |                | ISBN 978-7-02-007866-0 |
| 4          | 2002年12月13日 | ISBN 978-4-06-340411-1                                  | 2003年7月1日   | ISBN 978-986-11-1997-3 |                | ISBN 978-7-02-007865-3 |
| 5          | 2003年3月13日  | ISBN 978-4-06-340423-4                                  | 2003年9月3日   | ISBN 978-986-11-2428-4 |                | ISBN 978-7-02-007864-6 |
| 6          | 2003年7月11日  | ISBN 978-4-06-340438-8                                  | 2003年11月8日  | ISBN 978-986-11-2689-9 |                | ISBN 978-7-02-007869-1 |
| 7          | 2003年10月10日 | ISBN 978-4-06-340451-7                                  | 2004年6月21日  | ISBN 978-986-11-3722-3 |                | ISBN 978-7-02-007863-9 |
| 8          | 2004年3月12日  | ISBN 978-4-06-340476-0                                  | 2004年8月5日   | ISBN 978-986-11-4824-8 |                | ISBN 978-7-02-007862-2 |
| 9          | 2004年6月11日  | ISBN 978-4-06-340488-3                                  | 2004年9月16日  | ISBN 978-986-11-5081-1 |                | ISBN 978-7-02-007861-5 |
| 10         | 2004年9月13日  | ISBN 978-4-06-340505-7                                  | 2005年3月16日  | ISBN 978-986-11-5805-7 |                | ISBN 978-7-02-007860-8 |
| 11         | 2005年1月13日  | ISBN 978-4-06-340523-1                                  | 2005年6月2日   | ISBN 978-986-11-6480-4 |                | ISBN 978-7-02-007930-8 |
| 12         | 2005年5月13日  | ISBN 978-4-06-340544-6                                  | 2005年10月27日 | ISBN 978-986-11-7110-4 |                | ISBN 978-7-02-007929-2 |
| 13         | 2005年9月13日  | ISBN 978-4-06-340560-6                                  | 2005年12月16日 | ISBN 978-986-11-7643-8 |                | ISBN 978-7-02-007928-5 |
| 14         | 2006年1月13日  | ISBN 978-4-06-340575-0                                  | 2006年3月27日  | ISBN 978-986-11-8185-7 |                | ISBN 978-7-02-007927-8 |
| 15         | 2006年6月13日  | ISBN 978-4-06-340594-1                                  | 2006年10月23日 | ISBN 978-986-11-8769-3 |                | ISBN 978-7-02-007926-1 |
| 16         | 2006年10月13日 | ISBN 978-4-06-340613-9                                  | 2006年12月28日 | ISBN 978-986-11-6480-4 |                | ISBN 978-7-02-007925-4 |
| 17         | 2007年2月13日  | ISBN 978-4-06-340632-0                                  | 2007年4月27日  | ISBN 978-986-11-9683-1 |                | ISBN 978-7-02-007924-7 |
| 18         | 2007年6月13日  | ISBN 978-4-06-340648-1                                  | 2007年8月8日   | ISBN 978-986-10-0256-9 |                | ISBN 978-7-02-007923-0 |
| 19         | 2007年11月13日 | ISBN 978-4-06-340673-3                                  | 2008年1月31日  | ISBN 978-986-10-1024-3 |                | ISBN 978-7-02-007922-3 |
| 20         | 2008年3月13日  | ISBN 978-4-06-340691-7                                  | 2008年4月18日  | ISBN 978-986-10-1601-6 |                | ISBN 978-7-02-007921-6 |
| 21         | 2008年8月11日  | ISBN 978-4-06-340712-9                                  | 2008年9月19日  | ISBN 978-986-10-2415-8 |                | ISBN 978-7-02-008419-7 |
| 22         | 2009年8月10日  | ISBN 978-4-06-340749-5 ISBN 978-4-06-937858-4（限定版） | 2009年10月5日  | ISBN 978-986-10-4334-0 |                | ISBN 978-7-02-008418-0 |
| 23         | 2009年11月27日 | ISBN 978-4-06-340773-0 ISBN 978-4-06-358312-0（限定版） | 2010年3月10日  | ISBN 978-986-10-4886-4 |                | ISBN 978-7-02-008417-3 |
| 24         | 2010年4月26日  | ISBN 978-4-06-340795-2 ISBN 978-4-06-358318-2（限定版） | 2010年5月31日  | ISBN 978-986-10-5677-7 |                | ISBN 978-7-02-009606-0 |
| 25         | 2010年12月13日 | ISBN 978-4-06-340826-3                                  | 2011年1月29日  | ISBN 978-986-10-6984-5 |                | ISBN 978-7-02-009607-7 |
| 角色資料書 |                |                                                         |                |                        |                |                        |
| 全         | 2005年10月28日 | ISBN 978-4-06-372079-2                                  | 2008年1月25日  | ISBN 978-986-10-0490-7 | 不適用         | 不適用                 |
| 電視版小說 |                |                                                         |                |                        |                |                        |
| 全         | 2006年12月22日 | ISBN 978-4-06-213768-3                                  | 2007年8月7日   | ISBN 978-986-10-0491-4 |                | ISBN 978-7-02-006856-2 |

## 電視劇
- 交響情人夢 (日本電視劇)，電視劇自2006年10月6日至2006年12月25日逢星期一晚上九時於富士電視台及FNS系播映，共播映11集，以漫畫版的前九集的內容為主。播映後迅即成為話題作品，由上野樹里和玉木宏主演，收視率良好。此外兩名主角獲得ELAN DOR新人獎以及日劇學院賞等多個獎項。
- 交響情人夢 (韓國電視劇)，電視劇韓國KBS於自2014年10月13日起播出的月火迷你連續劇，改編自二之宮知子的漫畫作品《交響情人夢》。
- 蝸牛與黃鸝鳥 (電視劇)，電視劇自2020年3月於湖南衛視金鷹獨播劇場播映。

## 電視動畫
- 電視動畫於2007年1月11日在富士電視台的noitaminA及FNS系列局播映。第二期《交響情人夢 巴黎篇》於2008年10月9日起播出，第三期已於2010年播放。

- 2009年8月10日發行漫畫第22卷初回限定版附錄的OAD（OVA），以松田幸久作主角。2010年4月26日發售的漫畫第24卷初回限定版則是附特別番外篇。

## 真人電影
根據電視劇改編的兩部電影於2009年12月19日及2010年4月17日上映。
台灣票房《交響情人夢最終樂章》前、後篇，各有1千萬元新台幣票房。

## CD
現時共發行六組
- 2003年9月發售
- 2005年8月發售
- 千秋真一指揮R☆S管絃樂團「布拉姆斯第一號交響曲」～ 2005年9月發售
- 2006年8月發售
- 2006年11月15日發售
- （CD2枚收錄） 2007年2月21日發售

## 原聲大碟
電視劇版本及動畫版均已經發行其原聲大碟：
- 2006年12月6日發售
- 動畫版 2007年3月21日發售

## DVD
- DVD在2007年4月13日發行第一輯，約每一個月發行一輯，合共8輯。

## 遊戲
- 跟原作同名名義於2007年4月19日由Namco Bandai在任天堂DS平台發售，遊戲類型是文字冒險音樂節奏。流程是玩家遇上不同人物，引發事件，從而進入演奏部份。
- 於2007年7月19日由Banpresto在PS2平台發售同名作品，與NDS版本類似。
- 2007年12月27日發售Wii平台作品《交響情人夢 夢幻交響樂團》，玩者可以將Wii Remote當作成指揮棒使用。

## 其他
- 在電視劇版中，在東京都交響樂團中揀選部份成員組成了野田惠管絃樂團（暫譯）作為演奏部份，目前亦發行與交響情人夢相關CD作品。
- 在電影劇和動畫版播映期間，在東京都澀谷區神谷前開了一所咖啡店，名為CAFE DE NODAME，此外該店亦是電視劇取材地方之一。4月上旬已經中止營業。
- 演員上野樹里出道單曲是作品中的屁屁體操。
- 電影版在法國巴黎拍攝期間，野田住的宿舍場景為借用駐法國台北代表處於大學街（rue de l'Université）的辦公處所拍攝成，並由代表處的員工客串臨時演員。

## 影響
- 由於作品大受歡迎的關係，在日本有不少人再度留意古典音樂，甚至在電視劇播出不久，由新日本愛樂提供貝多芬第七交響曲，手機下載數量急升20倍。連新日本愛樂定期演奏會門票正式發售一開始不久售罄，使靜寂的古典音樂界再次熱鬧起來，這種稱為野田惠現象（のだめ現象）[5][6]。

- 在台灣，台北愛樂管絃樂團以「交響情人夢之夜」為題的音樂會，後由網友票選定名為《如歌般的盛夏～交響·愛樂·夢》（非正式授權活動），則於於台灣國家音樂廳演出，門票發售後三天全部售罄，向隅的網友要求加演之聲不斷，樂團決定不加演但於戶外現場同步實況轉播（星光場）。這場音樂會的特色在於，使用部落格作為主要宣傳模式，提供網友票選音樂會名稱與曲目的機會，發表了數篇關於古典音樂的曲介與導聆，受到廣大迴響。樂團已於2007年12月17日發行這場音樂會的DVD，為「梅哲紀念專輯CD」之贈品[7]。

- 此劇在香港播出後亦甚受年輕一輩歡迎，繼而出現相關主題的音樂會。香港管絃樂團將在2007年11月9日及10日於香港伊利沙伯體育館舉行兩場名為《交響·情人夢的音樂世界》的音樂會，演繹多首炙手可熱的流行古典音樂，曲目有劇中熱播的蓋希文的藍色狂想曲、拉赫曼尼諾夫第二鋼琴協奏曲及貝多芬第七交響曲選段等。由於觀眾反應空前熱烈，樂團在11月10日下午加開日場。[8]

## 外部連結
- 二之宮知子公式網頁 （页面存档备份，存于）
- 動畫版官方網站
- NDS遊戲官方網站
- PS2遊戲官方網站（页面存档备份，存于）
- Wii版官方網站 （页面存档备份，存于）